# Caveau

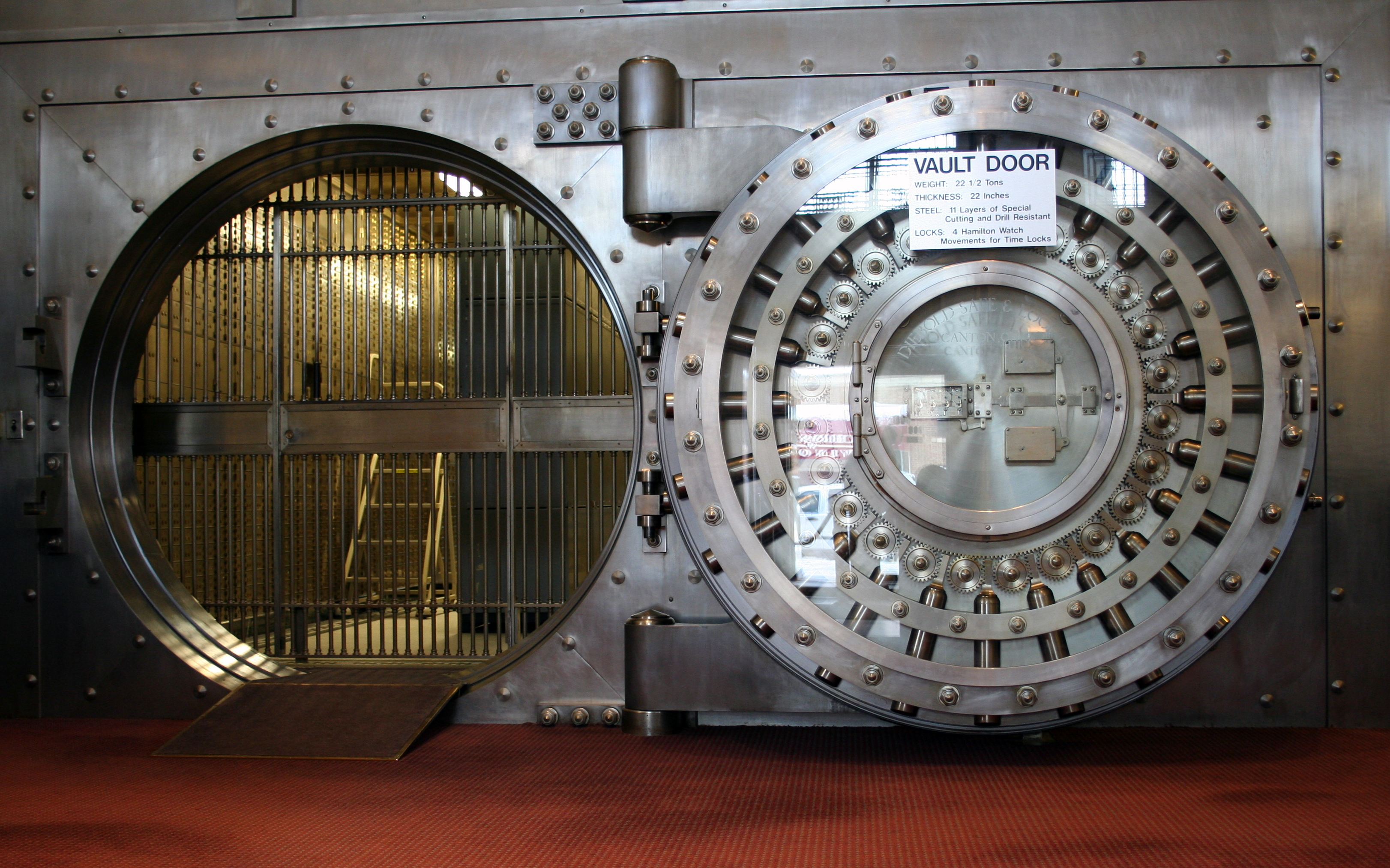
Caveau di una banca a Winona, nel Minnesota (USA).

Un caveau (dal francese cave, "cantina") è uno spazio creato per custodire oggetti e documenti di considerevole valore, importanza o segretezza.
Con il passare del tempo i metodi delle organizzazioni criminali si sono raffinati e pertanto è stato necessario trovare delle difese sempre più innovative, tanto che alcuni caveau costruiti negli ultimi anni del XIX secolo e gli inizi del XX sono pressoché impossibili da demolire.

## Descrizione
A differenza delle casseforti, che sono contenitori a sé stanti, i caveau sono parte integrante dell'edificio in cui sono costruiti e presentano muri molto spessi e porte corazzate, in grado di fermare i tentativi di effrazione. Sono frequenti nelle banche, dove possono ospitare le cassette di sicurezza e i contanti della banca stessa. Sono usati anche in uffici postali, hotel di lusso, attività commerciali ad alto rischio e, più raramente, istituzioni culturali o governative.
Una fase essenziale della progettazione di una camera corazzata è l'analisi dei rischi, mediante la quale non si studiano soltanto le minacce rappresentate dalla criminalità predatoria, ma anche altri possibili eventi calamitosi, come i disastri naturali, gli incidenti o gli attacchi terroristici.

## La protezione offerta

### Sicurezza passiva
Punti di particolare debolezza per una camera corazzata sono l'impossibilità di modificarne la struttura e la presenza di spazi praticabili nel sottosuolo, che tra l'altro sono molto comuni nei centri storici italiani. L'obiettivo della sicurezza passiva è quello di allungare il tempo necessario ai malviventi per penetrare nell'area protetta, in modo tale che le forze dell'ordine o il personale di vigilanza riescano ad intervenire nel mentre. La sicurezza perimetrale e il controllo accessi dell'edificio che ospita il caveau non è un aspetto di secondaria importanza. Essendo molto elevato il rischio di rapine, in molte banche si usano come misure supplementari antirapina cancelli interni, casseforti, codici “anticoercizione”, bussole filtro collegate a mezzi di identificazione e metal detector.

#### Struttura muraria
Il materiale più usato nella costruzione dei muri di una camera corazzata è il conglomerato cementizio, che però non sopporta la trazione tanto bene quanto la compressione. Per rendere i muri resistenti anche alla trazione si provvede ad inserire nella struttura monolitica delle armature statiche che ne assicurino la stabilità anche in caso di un eventuale attacco con un mezzo meccanico o esplosivo. In aggiunta, speciali armature antiscasso in acciaio o altro materiale e con forma a elica ritorta possono essere disposte nel giusto quantitativo all'interno delle casseforme. Lo spessore della struttura muraria varia molto in base a livello di sicurezza da raggiungere, ma di norma non è inferiore ai 30 centimetri.
Le aperture di aerazione dovrebbero impedire l'immissione fraudolenta di liquidi infiammabili o esplosivi e l'ingresso di acqua dovuto ad allagamento.

#### Porte
Sono di sagoma rettangolare o circolare e presentano uno spessore variabile, che di norma non è mai inferiore ai 20 centimetri. La struttura è composta della parte che ospita i sistemi di chiusura e quella resistente ai tentativi di scasso, che ormai viene realizzata considerando la minaccia costituita dall'impiego della lancia termica. Sono inoltre considerate obsolete le cortine di ispezione o emergenza, che diminuiscono inevitabilmente la robustezza della porta stessa.

#### Serrature
Nella maggior parte dei casi si prevedono due serrature in modo tale da rendere meno dannoso un eventuale guasto accidentale. Le tipologie più utilizzate sono quella ad una o più chiavi a doppia mappa e quella a combinazione di cifre con dischi concentrici; talvolta sono entrambi presenti. Le serrature a doppia mappa raggiungono una maggiore affidabilità con un elevato numero leve. Elementi essenziali poi sono il numero di catenacci (proporzionale alla massa della porta) e il dispositivo di blocco che entra in funzione in caso di manomissione. A scopo antirapina, sono inoltre prodotte delle speciali serrature con chiusura a tempo, ma quest'ultima forma di prevenzione è stata contestata per i rischi a cui espone l'incolumità del personale e deve pertanto essere ben segnalata.

### Sicurezza attiva
È possibile proteggere le camere corazzate con un antifurto, che è sempre più spesso collegato con centrali di vigilanza privata e forze dell'ordine, oltre che con i tradizionali dispositivi di segnalazione acustica antisabotaggio. Ci sono diversi metodi di collegamento: reti dati, linea telefonica, scheda cellulare o onde radioelettriche. In quest'ultimo caso i trasmettitori bidirezionali possono essere “interrogati” dall'esterno. Naturalmente i dispositivi di trasmissione devono essere protetti dagli attacchi informatici e, più banalmente, dalla manomissione. Il mercato offre diversi tipi di rivelatori:
- Rivelatori volumetrici che possono essere attivi o passivi e basarsi su vari fenomeni fisici: infrarossi, microonde, ultrasuoni, campo elettromagnetico.
- Rivelatori sismici che, installati sui sistemi di protezione passiva, misurano le vibrazioni provocate da un tentativo di effrazione
- Rivelatori che registrano l'apertura di un infisso mediante un magnete
- Rivelatori a barriera che registrano l'interruzione di un fascio di onde (infrarossi o microonde)

La norma CEI 79-3 ha stabilito i requisiti che devono soddisfare gli impianti antintrusione per rientrare in uno dei tre livelli previsti. Per il terzo livello di protezione, quello massimo, si devono installare rilevatori volumetrici antisabotaggio anche sulle sei facce esterne del caveau, che in tal caso presenterebbe un'intercapedine nella zona sottostante al pavimento. Visti i progressi tecnologici compiuti nel campo, anche la videosorveglianza è molto utilizzata all'interno o all'esterno della camera corazzata. Le telecamere sono davvero utili se le immagini vengono inviate ad una centrale di telesorveglianza, sono integrate con adeguato sistema di controllo accessi e protette da possibili fattori di disturbo. Infine sono anche frequenti dispositivi portatili o nascosti, che consentono al personale di lanciare l'allarme in caso di rapina.

## Gestione umana
Le agenzie di vigilanza privata, oltre ad avere spesso le proprie camere corazzate per la custodia dei valori dei clienti, offrono diversi servizi a protezione dei caveau, tra cui sorveglianza remota mediante antifurto e videosorveglianza, custodia di duplicati delle chiavi, interventi in caso di emergenza o malfunzionamento dei sistemi di sicurezza, ispezioni periodiche (specialmente durante le ore notturne).
Ovviamente l'affidabilità del personale, la segretezza sul contenuto e i sistemi di sicurezza della camera corazzata e la cura nella custodia delle chiavi sono componenti estremamente importanti nella prevenzione del crimine.